# 抗酸菌症 (魚類)
抗酸菌症（こうさんきんしょう、英: mycobacteriosis）とはMycobacterium spp.の感染を原因とする魚類の感染症。ミコバクテリア症とも呼ばれる。ブリやカンパチでは腹部膨満、肛門の発赤、諸臓器に多数の粟粒状の結節、各臓器の広範な癒着が認められる。M. marinum、M. fortuitum、M. cheloneiなどが原因と考えられている。